# Liste der Mitglieder der American Academy of Arts and Sciences/1936
Im Jahr 1936 wählte die American Academy of Arts and Sciences 40 Personen zu ihren Mitgliedern.

## Neu gewählte Mitglieder
- James Waterhouse Angell (1898–1986)
- Edward Victor Appleton (1892–1965)
- Miguel Asin y Palacios (1871–1944)
- Marcel Aubert (1884–1962)
- Oswald Theodore Avery (1877–1955)
- Stoughton Bell (1874–1967)
- Howard Landis Bevis (1885–1968)
- Raoul Blanchard (1877–1965)
- Wilfred Bolster (1866–1947)
- James Cummings Bonbright (1891–1985)
- Harold Simmons Booth (1891–1950)
- Claude Raymond Branch (1886–1978)
- Charles Sidney Burwell (1893–1967)
- Philip Cabot (1872–1941)
- Robert Pierce Casey (1897–1959)
- Edward Hastings Chamberlin (1899–1967)
- Charles Thornton Davis (1863–1936)
- Fred Rogers Fairchild (1877–1966)
- Frank Albert Fetter (1863–1949)
- Albert Baird Hastings (1895–1987)
- William Clifford Heilman (1877–1946)
- Frederick Lee Hisaw (1891–1972)
- Murray Philip Horwood (1892–1957)
- Ernest Hamlin Huntress (1898–1970)
- Paul Kretschmer (1866–1956)
- Morris Bryan Lambie (1888–1962)
- Dumas Malone (1892–1986)
- Elton Mayo (1880–1949)
- Roswell Cheney McCrea (1876–1951)
- Malcolm Perrine McNair (1894–1985)
- Avery Adrian Morton (1892–1987)
- Philip Stanley Parker (1867–1939)
- Henry Parkman (1894–1958)
- Stanley Elroy Qua (1880–1965)
- Thomas Henry Sanders (1885–1953)
- Donald Scott (1879–1967)
- Sidney Post Simpson (1898–1949)
- Clair Elsmere Turner (1890–1974)
- Jean Hyacinthe Vincent (1862–1950)
- Joseph Henry Willits (1889–1979)